# M12 Gun Motor Carriage
 (septembre 2024).
Si vous disposez d'ouvrages ou d'articles de référence ou si vous connaissez des sites web de qualité traitant du thème abordé ici, merci de compléter l'article en donnant les références utiles à sa vérifiabilité et en les liant à la section « Notes et références ».
Pour les articles homonymes, voir M12.
Le M12 Gun Motor Carriage est un canon automoteur blindé développé par l'armée américaine. Il est produit à partir de 1942. Il combat pendant la Seconde Guerre mondiale, à l'issue de laquelle il est retiré du service; 

## Prototype T6
À la suite de la Première Guerre mondiale, l'U.S Army Department s'intéressa au développement d'une artillerie lourde automotrice utilisant le canon de 155 mm, mais il n'y eut pas de développement immédiat à la suite du peu d'enthousiasme de la branche de l'artillerie de campagne (FAB). C'est avec le second conflit mondial et la possibilité d'une opération sur un terrain de manœuvre comme l'Europe que cette arme fut réétudiée comme soutien d'artillerie pour les unités blindées. Cette idée fut reprise dès juin 1941 en associant le châssis du M3 Lee aux vieux canons français M1917 et M1918A1 de 155 mm.
L'association de ces deux éléments semblait répondre à une telle demande et on commanda un prototype désigné T6 au Rock Island Arsenal en Illinois. Il passa ses premiers tests sur le terrain de manœuvre d'Aberdeen le 12 février 1942. Le véhicule s'avéra être une plate-forme de tir efficace, mais nécessitant quelques modifications, notamment sur la partie hydraulique du pied censé absorber le recul. Il fut ordonné d'autres tests en Caroline du Nord, à Fort Bragg où le modèle convainc cette fois par son temps de mise en batterie et sa bonne mobilité.

## Production
Le T6 fut rebaptisé M12 Gun Motor Carriage dès sa production, on choisit d'abord d'en produire 15 pendant l'été 1942, puis on augmenta la production jusque 100 modèles en septembre. La production fut confiée à la Pressed Steel Car Company, qui acheva la construction en mars 1943.

## Profil du véhicule

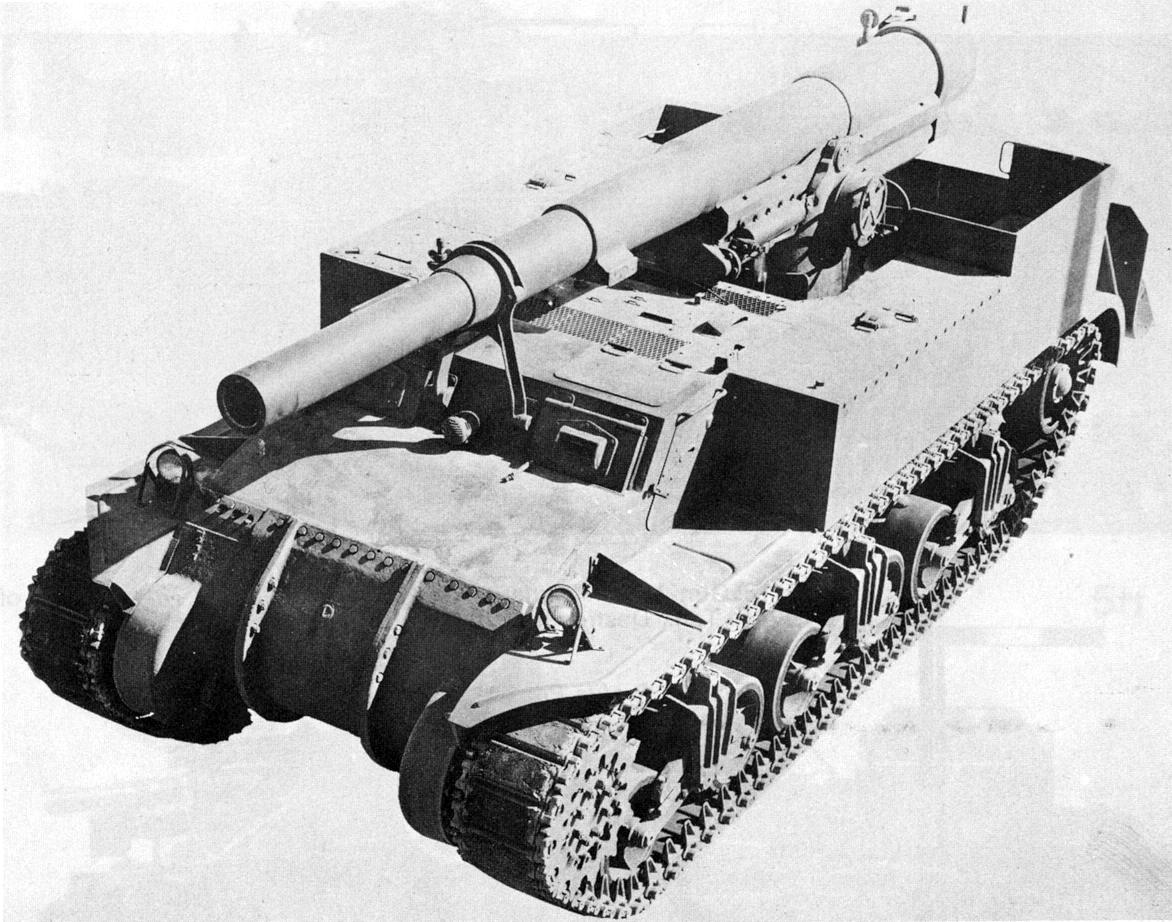
Un M12.

Le M12 Gun Motor Carriage résultait donc de l'association d'un châssis de Medium Tank M3, qui avait fait ses preuves en Afrique, et du canon M1917 ou M1918A1 de 155 mm développés à la fin de la Première Guerre mondiale, il pouvait tirer des obus explosifs (HE), perforants (HEAT), au phosphore ou encore fumigènes. L'allure du véhicule en était devenu très particulière, la base avait été complètement modifiée, ouverte et dégagée pour l'installation de l'énorme canon. Le moteur dut être déplacé de l'arrière du véhicule en son centre. Un pied hydraulique fut placé à l'arrière de l'engin pour absorber le recul en position de tir. Le pilote et copilote prenait place à l'avant du véhicule, avec un angle de vue restreint mais peu gênant pour l'utilisation faite du véhicule, ils entraient par des trappes latérales. Le reste de l'équipage prenait place à côté du canon.

## Dernières modifications
Le M12 ne fut pas déployé dans des unités combattantes de suite, on les plaça d'abord dans des unités d'entrainements ou simplement dans des zones de stockage. Lorsqu'il sembla que l'invasion de l'Europe devint imminente, le département de la guerre décida de remoderniser le véhicule en changeant le châssis pour celui du M4 Sherman. Entre décembre et février 1943-1944, 74 de ces véhicules furent modifiés par la Baldwin Locomotive Works. Un petit bouclier fut ajouté sur le canon.

## Affectation et baptême du feu

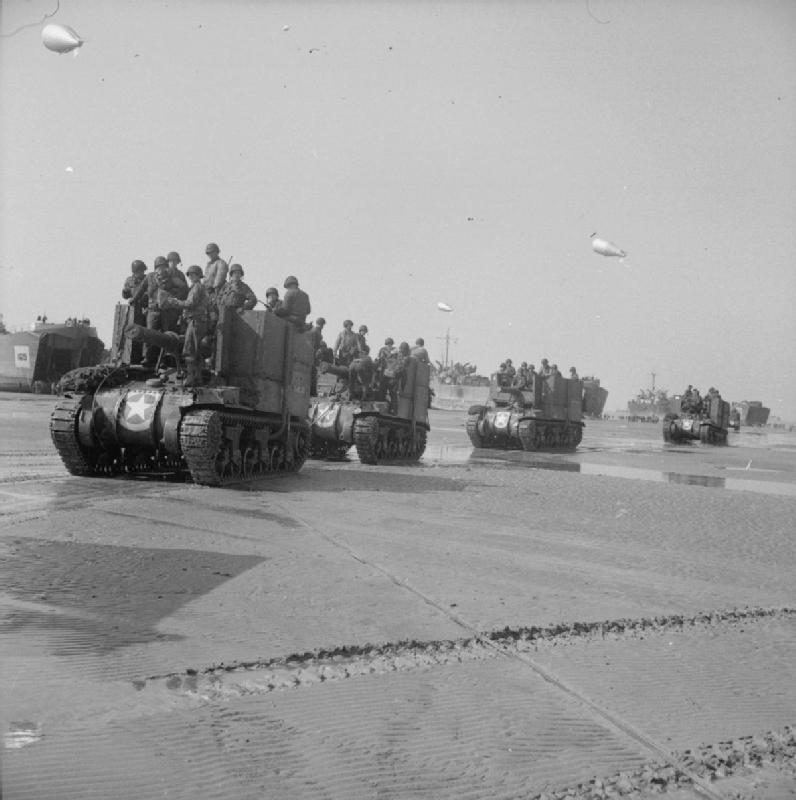
Colonne de M12 le 7 juin 1944 sur les plages normandes.

Les 74 véhicules modifiés formèrent six bataillons d'artillerie lourde indépendantes, dont le rôle était d'appuyer les troupes. Ils ne devaient normalement pas être placé en première ligne, mais leur mobilité leur donnait un avantage considérable sur l'artillerie fixe. Leur baptême du feu eut lieu en Normandie puisque les six bataillons furent déployés dans la tête de pont, par Omaha et Utah Beach. L'avancée rapide des troupes alliées après la destruction de la poche de Falaise rendait ces unités très utiles pour ajouter leur puissance de feu aux batteries divisionnaires équipées de M7 Priest.
- 174th Field Artillery Battalion
- 258th Field Artillery Battalion
- 557th Field Artillery Battalion
- 558th Field Artillery Battalion
- 987th Field Artillery Battalion
- 991th Field Artillery Battalion

Chaque bataillon dispose de 12 véhicules divisés en 3 batterie de 4 M12. Ils étaient accompagnés de M30 Cargo Carrier pour l'approvisionnement en munition.

## En Allemagne
Le M12 GMC s'avéra particulièrement utile dans la destruction de cible fixe, même protégée durant la campagne d'Allemagne. Il démontra cela lorsque les Alliés butèrent sur la ligne Siegfried, défendus parfois efficacement par les unités allemandes. Le M12 servit alors de destructeur de bunker, avec des obus explosifs perforants. Il pouvait atteindre en tir direct des blockhaus ou des abris à près de 2 000 m. Il s'avéra aussi utile dans la prise de Cologne lorsqu'il s'agissait de réduire des points d'appui allemand sans risquer de combats coûteux et inutiles.

## Fin de carrière rapide
Le M12 termina sa carrière le 8 mai 1945, puisqu'il ne participa qu'aux combats d'Europe. Ils furent jugés obsolètes dès la fin de la guerre, par rapport à des modèles du même type plus modernes, tels que le M40 ou le M43, testés dans ces unités en février 1945, ou par rapport à de l'artillerie de missile. Il est à noter de plus qu'aucun M12 ne fut exporté vers d'autres pays alliés, simplement parce que la production était limitée par le peu de pièces M1917 et M1918 disponibles.

## Exemplaires survivants
Un seul M12 existe encore à ce jour, il est actuellement exposé au musée de l'artillerie de Fort Sill . Il était auparavant stocké dans les réserves de l'United States Army Ordnance Museum à Aberdeen, États-Unis, avant d'être transféré à Fort Sill en novembre 2010.